# Miroslav Slepička
Miroslav Slepička (Příbram, República Checa, 10 de noviembre de 1981) es un exfutbolista checo. Juega de delantero y su actual equipo es el 1. FK Příbram de la Fortuna Liga checa.

## Selección nacional
Ha sido internacional con la selección de fútbol de la República Checa, ha jugado 2 partidos internacionales.

## Clubes
| Club                    | País            | Año       |
| ----------------------- | --------------- | --------- |
| 1. FK Příbram           | República Checa | 1999-2002 |
| Slovan Liberec          | República Checa | 2002-2005 |
| Sparta Praga            | República Checa | 2005-2008 |
| Dínamo de Zagreb        | Croacia         | 2008-2011 |
| Greuther Fürth (cedido) | Alemania        | 2011      |
| Sparta Praga            | República Checa | 2011-2014 |
| 1. FK Příbram           | República Checa | 2014      |
| FC Goa                  | India           | 2014      |
| FC Písek                | República Checa | 2015      |
| FK MAS Táborsko         | República Checa | 2015      |
| FC Písek                | República Checa | 2017-2018 |
| 1. FK Příbram           | República Checa | 2018-     |

- Datos: Q721551
- Multimedia: Miroslav Slepička / Q721551